# 스페인 요리 목록
이 문서는 스페인 요리의 대표적인 음식을 나열한 목록이다. 색깔이 칠해진 것은 스페인 내에서 널리 퍼져 대중화된 음식을 나타낸다.

## 목록

### 전체
| 이름                                                            | 사진 | 지역                                                                                              | 종류       | 주석 |
| --------------------------------------------------------------- | ---- | ------------------------------------------------------------------------------------------------- | ---------- | --- |
| 파파스 아루가다스 Papas arrugadas                               |      | 카나리아 제도                                                                                     |            | 삶은 감자와 소금으로 만든 카나리아 제도의 대표 요리. 핫소스인 '모호'를 뿌려 먹거나, 고기 요리와 함께 먹는다. |
| 코카 Coca                                                       |      | 카탈루냐 지방, 아라곤 동부 지방, 발렌시아 지방, 발레아레스 제도, 안도라 및 프랑스의 카탈루냐 지방 |            | 토핑이 얹어있는 짭짤하고 단 페스트리이다. 이탈리아의 피자와 비슷하다고 할 수 있다. |
| 에스칼리바다 Escalivada                                         |      | 카탈루냐 지방                                                                                     | 샐러드     | 카탈루냐의 샐러드는 가지, 붉은 피망, 토마토, 양파같은 구운 야채가 재료로 구성된다. 보통 샐러드를 만드려면 야채 껍질을 벗긴 뒤 잘라서 씨를 제거하고, 잘 구운 뒤 올리브 오일과 소금을 넣는다. 가끔 마늘을 넣기도 한다. |
| 미가스 Migas                                                    |      | 안달루시아 지방, 카스티야 라 만차 지방, 에스트레마두라 지방                                       | 전채       | 물에 하루동안 담가둔 것을 올리브 오일에 천천히 튀긴 빵이 주재료이다. 보통 구운 폭립, 초록 피망, 포도, 구운 마늘, 매운 소시지나 정어리를 곁들인다.                                                                    |
| 파 암 토마케트 Pa amb tomàquet                                  |      | 카탈루냐 지방                                                                                     |            | 빵과 토마토 |
| 파파타스 브라바스 papatas bravas papas bravas                   |      | 스페인 전역                                                                                       |            | 튀긴 감자 요리인데, 매운 토마토 소스를 곁들여 따뜻한 상태로 가져다준다. 전통적으로 맥주나 와인 한 잔과 함께 같이 먹는다.                                                                                             |
| 핀초 Pincho pintxo                                              |      | 바스크 - 나바라 지방                                                                              | 에피타이저 | 작은 빵 조각 안에다가 다양한 재료들을 넣은 뒤 작은 막대기로 고정한 음식이다. 주로 넣는 재료는 생선 (메를루사, 대구, 멸치, 새끼 뱀장어 같은 것), 토르티야, 소를 채워넣은 피망, 크로켓 등이 있다.                      |
| 폴포 아 페이라 Pulpo á feira polbo estilo feira, pulpo á galega |      | 갈리시아 지방                                                                                     |            | 삶은 문어에 굵은 소금과 파프리카를 얹고 올리브 오일을 뿌린 음식. 구운 감자와 빵과 함께 가져다준다. |
| 타파스 Tapas                                                    |      | 안달루시아 지방                                                                                   | 에피타이저 | 다양한 종류가 있다. |
| 토르티야 Tortilla de Patatas                                    |      |                                                                                                   |            | 스페인식 오믈렛이다. 계란 오믈렛과 튀긴 감자를 곁들인 것으로, 지역이나 기호에 따라서 양파나 마늘을 넣기도 한다. |
| 툼베트 Tumbet                                                   |      | 마요르카                                                                                          | 야채 요리  | 마요르카의 전통적인 야채 요리이다. 올리브 오일로 튀긴 자른 감자, 가지, 붉은 피망을 섞어서 만든다. |
| 사란고요 Zarangollo                                             |      | 무르시아 지방                                                                                     | 에피타이저 | 달걀 스크램블에 주키니, 양파를 넣은 요리. 가끔 감자를 쓰기도 하며, 주로 타파스 바에서 판매한다. |

### 본요리
| 이름                                                | 사진 | 지역                                                          | 종류          | 주석 |
| --------------------------------------------------- | ---- | ------------------------------------------------------------- | ------------- | --- |
| 아로스 아 라 쿠바나 Arroz a la cubana               |      |                                                               | 쌀 요리       | 달걀 프라이, 토마토 소스, 쌀로 이루어진 요리. |
| 아로스 네그레 Arròs negre Arroz negro, paella negra |      | 발렌시아 지방                                                 | 쌀 요리       | 해산물 파에야와 무척 유사한 쌀과 갑오징어 요리이다. 두족류의 잉크, 갑오징어, 쌀, 마늘, 고추, 파프리카, 올리브유, 해산물 브로스로 만들어진다. |
| 치차론 Chicharrón (돼지고기)                        |      | 안달루시아 지방                                               | 돼지고기 요리 | 구운 돼지껍질로 만든 요리이다. 가끔 닭고기, 양고기, 쇠고기로 조리되기도 한다. |
| 치레타 Chireta gireta, girella                      |      | 아라곤 지방                                                   | 푸딩          | 아라곤 식 해기스이다. |
| 쿠치프리토스 Cuchifritos "cochifritos"*             |      | 카스티야라만차 지방, 카스티야이레온 지방, 엑스트레마두라 지방 | 고기 요리     | 양고기나 염소고기를 구운 것으로, 올리브유, 마늘, 식초, 바질, 로즈마리, 베이 잎, 녹양 박하와 함께 조리한다. |
| 에스카베체 Escabeche                                |      |                                                               |               | 양념장에 잰 생선인데 스페인에서는 생선 뿐만 아니라 닭고기, 토끼고기, 돼지고기도 종종 사용된다. 이 요리는 생선 자체를 말하기도 하고, 양념장을 말하기도 한다.                                                                                               |
| 피데우아 Fideuà Fideuada                            |      | 발렌시아 지방                                                 | 국수 요리     | 파에야와 비슷한 조리법을 가진 국수 요리로, 주로 해산물과 생선으로 만들어진다. 아이올리(마늘과 올리브유) 소스와 함께 서빙되기도 한다. |
| 가차스 Gachas                                       |      | 안달루시아 지방                                               |               | 중앙 및 남부 스페인에서 유래한 기본적인 요리이다. 주로 밀가루, 물, 올리브유, 마늘, 소금으로 만들어진다. |
| 가스파초 만체고 Gazpacho manchego                   |      | 만체고 요리                                                   | 전통 요리     | 납작한 빵인 토르티야 조각들을 토끼고기 스튜와 섞은 것이다. |
| 메리엔다 Merienda                                   |      |                                                               |               | 스페인에서 6시 경에 점심과 저녁 사이에 먹는 식사이다. 매우 간단한 요리이며, 빵 한조각, 치즈, 차가운 육류, 초콜렛 등으로 구성된다. |
| 파에야 Paella                                       |      |                                                               | 쌀 요리       | 흰살 생선과 새우, 문어, 조개 등을 섞어서 나오는 쌀 요리이다. 섞인 파에야와 야채 파에야가 있는데, 섞인 파에야는 생선과 고기와 섞여서 조리되는 것이고, 야채 파에야는 야채와 조리되는 것이다. ‘파에야’라는 이름은 이 요리를 위한 특별한 냄비에서 유래되었다. |
| 페스카이토 프리토 Pescaito frito                    |      | 안달루시아 지방                                               | 해산물        | 튀긴 생선 |
| 핀치토스 Pinchitos                                  |      | 안달루시아 지방                                               | 고기 요리     | 모로코의 영향을 받은 요리로서, 작은 고기 조각들을 꼬치에 꽂아서 조리하는 음식이다. 주로 화로에서 구워진다. |
| 프링가 Pringá                                       |      | 안달루시아                                                    | 고기 요리     | 구운 쇠고기나 돼지고기, 초리소같은 소시지, 지방이 오랜 시간동안 천천히 조리되어 고기가 쉽게 떨어질때까지 조리된다. |
| 로파 비에하 Ropa vieja                              |      | 카나리아 제도                                                 | 고기 요리     | 토마토 소스를 기본으로 한 스테이크 |

### 빵과 페이스트리
| 이름                                    | 사진 | 지역                | 종류                 | 주석 |
| --------------------------------------- | ---- | ------------------- | -------------------- | --- |
| 엠파나다 Empanada                       |      | 갈리시아 지방       | 빵 또는 페이스트리   | 짭짤하거나 단 맛이 나고 속이 채워진 빵 또는 페이스트리이다. |
| 엔사이마다 Ensaïmada Majorcan ensaïmada |      | 마호르카            | 페이스트리           | 페이스트리 |
| 오르나소 Hornazo                        |      | 카스티야이레온 지방 | 파이 또는 페이스트리 | 밀가루와 효모로 만들고 돼지고기 허리 부위, 매운 초리소 소시지, 완숙한 달걀로 속을 채운 고기 파이 또는 빵이다. 살라만카에서는 전통적으로 '물의 월요일' (Lunes de Aguas) 축제 동안 현지에서 먹는다. |
| 모예테 Mollete                          |      | 안달루시아 지방     | 빵                   | 빵의 일종 |
| 폴보론 Polvorón                         |      | 안달루시아 지방     | 빵                   | 레반트에서 기원한 안달루시아식 쇼트브레드의 일종이다. 밀가루, 설탕, 돼지 지방, 아몬드, 계피로 만들어진다.                                                                                         |
| 탈라우 Talau                            |      | 바스크 지방         | 빵                   | 피레네에서 기원한 바스크의 튀긴 빵이다. 일반적인 밀가루, 물, 기름이나 지방, 소금, 효모로 만들어진다. 전통적으로 계란 프라이와 함께 가져다준다.                                                    |

### 수프와 스튜
| 이름                                     | 사진 | 지역                                | 종류                   | 주석 |
| ---------------------------------------- | ---- | ----------------------------------- | ---------------------- | --- |
| 아호비안코 Ajoblanco                     |      | 그라나다와 말라가 (안달루시아 지방) | 차가운 수프            | 빵, 으깬 아몬드, 마늘, 물, 올리브 기름, 소금으로 만든 차가운 수프이다. 가끔씩 식초가 첨가되기도 한다. 보통 포도나 멜론 조각과 함께 가져다준다.                                                                          |
| 코시도 Cocido Cocidos                    |      |                                     | 스튜                   | 여러 가지 고기와 채소로 만든 스튜이다. 지역별로 무수한 변형 요리가 존재한다. |
| 코시도 마드릴레뇨 Cocido madrileño       |      | 마드리드                            | 스튜                   | 병아리콩을 주재료로 한 스페인 마드리드의 전통적인 스튜이다. 채소, 감자, 고기로 만든다. |
| 에스쿠델랴 Escudella                     |      | 카탈루냐 지방                       | 스튜                   | 보티파라 (botifarra)라고 부르는 소시지나 후추, 계피로 양념한 고깃덩이로 만든 카탈루냐의 스튜 |
| 카파로네스 Caparrones                    |      |                                     | 스튜                   | 콩과 소시지로 만든 스튜 |
| 파바다 아스투리아나 Fabada Asturiana     |      | 아스투리아스 지방                   | 스튜                   | 기름진 콩 스튜 |
| 가스파초 Gazpacho                        |      | 안달루시아 지방                     | 차가운 수프            | 차가운 수프 |
| 마르미타코 Marmitako Marmita, Sorropotún |      | 바스크 지방, 칸타브리아 지방        | 스튜                   | 감자, 양파, 피망, 토마토로 만든 요리 |
| 오야 포드리다 Olla podrida               |      |                                     | 스튜                   | 돼지고기, 콩, 그 외 다른 고기와 채소로 만든 스페인의 스튜 |
| 올랴다 Ollada                            |      | 카탈루냐 지방                       | 스튜                   | 찜 냄비에 삶은 야채와 고기 |
| 피페라데 Pipérade                        |      | 바스크 지방                         | 주 요리 또는 반찬      | 전형적으로 양파, 피망, 올리브 기름에 소테한 토마토를 재료로 하고 에스펠레트 고추로 양념한 바스크 요리이다. |
| 피스토 Pisto Pisto manchego              |      | 카스티야라만차 지방                 |                        | 토마토, 양파, 가지나 쿠르젯, 피망, 올리브 기름으로 만든 요리이다. 프랑스의 라타투유와 비슷하며 보통 다른 요리나 계란 프라이와 빵에 곁들여 따뜻한 상태로 가져다준다. 엠파나디야와 엠파나다의 속을 채우는 데 쓰기도 한다. |
| 살모레호 Salmorejo                       |      | 안달루시아 지방                     | 차가운 수프 마리네이드 | 토마토와 빵을 주재료로 한 걸죽하고 차가운 수프로, 코르도바 (안달루시아 지방)에서 유래했다. 스페인의 세라노 햄과 완숙한 달걀을 깍둑썰기하여 장식한다.                                                                    |

### 조미료와 소스
| 이름                       | 사진 | 지방            | 종류     | 주석 |
| -------------------------- | ---- | --------------- | -------- | --- |
| 알모그로테 Almogrote       |      | 카나리아 제도   | 반죽     | 단단한 치즈, 고추, 올리브 기름, 마늘, 그 외 다른 재료로 만든 부드러운 반죽이다. 전형적으로 토스트 위에 발라서 먹는다.                                                       |
| 모호                       |      | 카나리아 제도   | 소스     | 카나리아 제도에서 유래한 다양한 종류의 핫소스이다. |
| 노시야 Nocilla             |      |                 | 스프레드 | 누텔라 (Nutella)와 비슷한 헤이즐넛과 초콜릿으로 만든 스프레드이다. |
| 야자 시럽                  |      | 카나리아 제도   |          | |
| 파프리카 Paprika           |      |                 | 향신료   | 많은 개수의 말린 빨강 피망 또는 초록 피망을 분쇄하여 만든 향신료이다. |
| 피퀴요 고추 Piquillo       |      | 나바라 지방     | 고추     | 전통적으로 나바레 지방의 로도사 마을 곳곳에서 자라는 다양한 종류의 고추이다.                                                                                                |
| 로메스코 Romesco           |      | 카탈루냐 지방   | 소스     | 아몬드와 헤이즐넛 또는 둘 중 하나, 구운 마늘, 올리브 기름, 뇨라(말린 작은 고추)로 만든 소스이다.                                                                            |
| 셰리 식초                  |      | 안달루시아 지방 | 식초     | 셰리주로 만든 미식가용 포도주 식초이다. |
| 소프리토 Sofrito           |      |                 | 소스     | 마늘, 양파, 토마토를 재료로 하여 올리브 기름에 조리한 완전히 요리되고 향기나는 소스이다. 많은 요리의 기본재료로 쓰인다.                                                     |
| 토마테 프리토 Tomate Frito |      |                 | 소스     | 양파와 마늘을 약간 넣은 토마토 퓌레 소스이다. 기본 재료로 쓰이거나 간단하게 그 자체의 맛을 즐기기 위해 쓰일 수 있다.                                                        |
| 샤토 Xató                  |      | 카탈루냐 지방   | 소스     | 아몬드, 헤이즐넛, 빵 부스러기, 식초, 마늘, 올리브 기름, 소금, 니요라 고추로 만든 소스이다. 보통 샤토는 안초비, 참치, 대구 (baccala)를 섞은 꽃상추 샐러드와 같이 가져다준다. |

### 후식
| 이름                                                                | 사진 | 지역                                    | 종류                  | 주석 |
| ------------------------------------------------------------------- | ---- | --------------------------------------- | --------------------- | --- |
| 알파호르 Alfajor                                                    |      | 안달루시아                              | 디저트                | 크리스마스 페이스트리 |
| 추로 Churro                                                         |      |                                         | 과자                  | 가루반죽을 주재료로 한 반죽 튀김 간식으로, 드물게 감자가루 반죽으로 만들기도 한다. |
| 플란 Flan Crème caramel, caramel custard                            |      |                                         | 푸딩                  | 부드러운 캐러멜 층을 꼭대기에 올린 기름기 있는 커스터드 디저트로, 꼭대기에 단단한 캐러멜을 올린 크렘 브륄리와는 대조적이다. |
| 크렘 브륄레 Crème brûlée burnt cream, crema catalana, Trinity cream |      | 카탈루냐 지방                           | 후식                  | 꼭대기에 단단한 캐러멜을 올린 기름진 커스터드로 구성된 디저트이다. 캐러멜은 솥바닥에 가스 발화기 또는 다른 강한 열 공급기로 설탕을 캐러맬화시켜서 만들거나, 조리된 캐러멜을 커스터드 꼭대기에 부어서 만든다. 개인 램킨 접시에 담아 차갑게 해서 가져다준다. |
| 프란고요 Frangollo                                                  |      | 카나리아 제도                           | 후식                  | 우유, 기장 또는 옥수수 가루, 레몬, 달걀, 설탕, 버터, 건포도, 아몬드, 계피로 만든 디저트이다. 우유를 물로 대체하고 아니스가 추가하기도 하는 등 수많은 변형 요리가 있다.                                                                                     |
| 마리에 비스킷 Marie biscuit                                         |      |                                         | 비스킷                | 리치 티 비스킷과 유사하고 단맛이 나는 비스킷의 일종이다. 밀가루, 설탕, 식물성 기름, 바닐라향으로 만들어진다. |
| 마지팬 Marzipan                                                     |      | 톨레도와 소토데카메로스 (라리오하 지방) | 설탕절임              | 원래 설탕과 아몬드 밀로 만들어진 설탕절임이다. |
| 파넬례츠 Panellets                                                  |      | 카탈루냐 지방                           | 작은 케이크 또는 쿠키 | 만성절 휴일일 때 카탈루냐 시골에서 먹는 전통적인 디저트이다. 밤, 고구마나 단 포도주와 같이 먹는다. 파녤레츠 (카탈루냐어로 작은 빵이란 뜻)는 수많은 모양, 대부분은 둥근 모양의 작은 케이크나 쿠키이며, 대개는 마지팬으로 만든다.                            |
| 멤브리요 membrillo                                                  |      |                                         | 젤리                  | 마르멜로로 만든 달고 두꺼운 젤리 또는 사탕이다. |
| 타르타 데 산티아고 Tarta de Santiago                                |      | 갈리시아 지방                           | 파이                  | 아몬드 가루, 달걀, 설탕으로 속을 채운 아몬드 파이이다. 보통 파이의 윗부분에는 성 야고보의 십자가 모양으로 설탕 분말을 덮어 장식한다. |
| 테하 Teja                                                           |      |                                         | 설탕절임              | 만하르 비앙코 (둘체 데 레체와 비슷함) 속과 건조 과일이나 견과류로 속을 채운, 만두 모양의 대중적인 설탕절임이다. |
| 토르타스 데 아세이테 Tortas de Aceite                               |      |                                         | 비스킷                | 가볍고 바삭하며 껍질이 잘 떨어지는 세비야의 비스킷이다. |
| 토르텔 Tortell                                                      |      | 카탈루냐 지방                           | 페이스트리            | 전형적으로 마르지판으로 속을 채운 도넛 모양의 카탈루냐 페이스트리로, 일부 특별한 경우 글레이즈한 과일을 위에 올리기도 한다. |
| 투론 Turrón torró, torrone                                          |      | 발렌시아 지방                           | 설탕절임              | 누가 설탕절임의 일종으로, 전형적으로 꿀, 설탕, 달걀 흰자, 구운 아몬드나 다른 구운 견과류로 만들어지며, 보통 네모꼴 과자나 둥근 케이크 모양으로 만든다. |

## 식품

### 유제품
스페인 치즈를 참고해 주세요.
| 이름                                        | 사진 | 지역                | 종류     | 주석 |
| ------------------------------------------- | ---- | ------------------- | -------- | --- |
| 아푸에가이 피투 Afuega'l pitu               |      | 아스투리아스        | 치즈     | 저온살균을 하지 않은 우유로 만든 치즈 |
| 카브랄레스 치즈 Cabrales cheese             |      | 아스투리아스        | 치즈     | 치즈 |
| 쿠아하다 Cuajada                            |      | 바스크 지방         | 커스타드 | 치즈처럼 생긴 가공품 (밀크 커드)으로, 전통적으로 암컷 양의 젖으로 만들지만 산업계에서는, 특히 오늘날에는 우유로 만드는 경우가 더 흔하다. 꿀과 호두 또는 가끔씩 설탕과 함께 디저트로 내거나 덜 흔한 경우로는 과일이나 꿀과 함께 아침으로 내오기도 한다. |
| 이디아사발 치즈 Idiazábal                   |      | 바스크 지방         | 치즈     | 저온살균을 하지 않은 양젖으로 만든 가공 치즈이다. 보통 스페인의 바스크 지방과 나바라에서 사육하는 라차 품종과 카란사나 품종의 양젖을 사용한다. |
| 가로차 치즈 Garrotxa                        |      | 카탈루냐 지방       | 치즈     | 저온살균을 하지 않은 염소젖으로 만든 가공 치즈이다. 단단하지만 내부는 크림 모양의 흰색이며, 자연스럽게 만들어진 곰팡이 껍질이 있다. |
| 만체고 치즈 Manchego                        |      | 카스티야라만차 지방 | 치즈     | 만체가에서 사육하는 태어난 지 60일에서 2년 정도 된 양들의 젖으로 만든 치즈이다. 만체고는 굳고 빽빽한 밀도와 버터 조직을 가지고 있으며, 흔히 고르지 않게 분포한 작은 공기 주머니를 가지고 있다.                                                         |
| 마토 치즈 Mató                              |      | 카탈루냐 지방       | 치즈     | 소나 염소의 젖으로 만들고 소금이 전혀 들어가지 않은 카탈루냐의 순수 치즈로, 칼렙 윤 (Caleb Yoon), 리코타 치즈나 커드 치즈와 비슷하다. 보통 꿀과 함께 디저트로 낸다. 몬트세라트 산에서 만든 마토 치즈가 유명하다.                                       |
| 나티야스 Natillas                           |      |                     | 커스터드 | 우유와 달걀로 만든 커스터드 요리. 전형적으로는 우유, 설탕, 바닐라, 계란, 계피로 만든다. |
| 피콘 베헤스 트레스비소 Picón Bejes-Tresviso |      | 아스투리아스 지방   | 치즈     | 칸타브리아의 블루 치즈 |

### 가공육과 생선
스페인 소시지를 참고하세요.
| 이름                                      | 사진 | 지역          | 종류   | 주석 |
| ----------------------------------------- | ---- | ------------- | ------ | --- |
| 모르시야 Morcilla                         |      |               | 소시지 | 다양한 종류로 널리 퍼진 블러드 푸딩이다. 가장 잘 알려지고 퍼진 것은 주로 돼지 피와 지방, 쌀, 양파, 소금이 들어간 '모르시야 데 부르고스' (morcilla de Burgos)이다.                  |
| 보티파라 Botifarra                        |      | 카탈루냐 지방 | 소시지 | 소시지 |
| 세시나 Cecina                             |      |               | 고기   | 소금에 절인 뒤 공기, 햇빛, 훈제 등의 방법으로 말린 고기이다. |
| 치스토라 Chistorra                        |      | 나바라 지방   | 소시지 | 스페인 나바라 지방에서 만들어지는 소시지의 일종이다. 잘게 썬 돼지고기로 만들거나, 저민 돼지고기와 소고기를 혼합해서 만든다. 주로 프라이하거나 구우며 타파스에서 인기있는 재료이다. |
| 초리소 Chorizo Chourizo, Chouriço, Xoriço |      |               | 소시지 | 이베리아 반도에서 유래한 다양한 종류의 돼지고기 소시지이다. |
| 푸에트 Fuet                               |      | 카탈루냐 지방 | 소시지 | 돼지 창자에 넣은 돼지고기로 만들어지는 얇고 저장되고 건조된 카탈루냐 소시지이다. 오소나 코마르카 (오소나 군)에서 만들어진 것이 가장 유명하다.                                      |
| 하몬 Jamón                                |      |               | 햄     | 스페인에서 만들어지는 말린 햄이다. 하몬의 주요 종류로는 하몬 세라노와 하몬 이베리코, 이 두 가지가 있다.                                                                            |
| 하몬 이베리코 Jamón ibérico pata negra    |      |               | 햄     | 스페인에서만 생산되는 저장 햄의 일종이다. 최소한 75%는 이베리아 흑돼지, 그 중에서도 오직 자연적으로 구해지고 주로 도토리를 먹은 돼지 품종이다.                                     |
| 하몬 세라노 Jamón serrano                 |      |               | 햄     | 얇게 잘라 생으로 가져다주는 하몬의 일종으로, 이탈리아의 프로슈토 크루도와 비슷하다.                                                                                                |
| 라콘 갈레고 Lacón Gallego                 |      | 갈리시아 지방 |        | 건조 햄 |
| 레차소 Lechazo                            |      |               | 고기   | 젖을 떼지 않은 새끼양으로 만드는 스페인의 고기이다. |
| 로모 Lomo                                 |      |               | 고기   | 돼지 안심으로 만든 저장된 고기이다. 그런 점에서 공기에 말려 저장하고 훈제한 스페인의 안심살 고기인 세시나와 같다.                                                                  |
| 론가니사 Longaniza                        |      |               | 소시지 | 초리소와 비슷한 돼지고기 소시지 (엠부타도, embutido)이다. |
| 모하마 Mojama                             |      | 안달루시아    | 해산물 | 포에니시아에서 유래된 소금에 절인 참치 퓌레이다. 보통 굉장히 얇게 썬 것을 올리브 오일과 다진 토마토나 아몬드와 같이 가져다준다.                                                    |

### 기타
| 이름           | 사진 | 지역          | 종류      | Description                                                                                              |
| -------------- | ---- | ------------- | --------- | --- |
| 구릿빛그물버섯 |      | 바스크 지방   | 식용 버섯 | 식용 버섯                                                                                                |
| 붉은젖버섯     |      | 카탈루냐 지방 | 버섯      | 버섯 |
| 몰바           |      |               | 생선      | 대구과의 큰 종                                                                                           |
| 칼솟           |      | 카탈루냐 지방 | 채소      | 례이다 (Lleida) 산지의 블랑카 그란데 타르다나 (Blanca Grande Tardana)로 알려진 다양한 종류의 봄양파이다. |
| 고피오         |      | 카나리아 제도 |           | 구운 곡물 (밀, 보리, 옥수수 등)을 재료로 하여 만든 맷돌에 간 곡물가루에 소금을 약간 넣은 것이다.         |
| 오징어         |      |               | 해산물    | 오징어                                                                                                   |

## 음료

### 알코올 음료
스페인 맥주와  포도주을 참고해 주세요.
| 이름                                                        | 그림 | 지역                       | 분류   | 주석 |
| ----------------------------------------------------------- | ---- | -------------------------- | ------ | --- |
| 아과르디엔테 Aguardiente Aguardente, augardente caña, oruxu |      | 갈리시아                   | 음료   | 도수 29도에서 60도 사이의 알코올 음료이다. 과일, 곡식, 덩이줄기 식물, 사탕수수 등 다양한 작물이 주재료로 사용된다. |
| 브랜디                                                      |      | 안달루시아                 | 음료   | |
| 브란디 데 헤레스 Brandy de Jerez                            |      | 안달루시아                 | 브랜드 | 스페인 안달루시아 지방의 헤레스 지역에서만 생산되는 브랜디이다. |
| 헤르베로 Herbero                                            |      | 카탈루냐                   | 술     | 시에라데마리올라 지역에서 만들어지는 술이다. 헤르베로를 만들기 위해 재배되는 식물들은 무척 많은데, 세이지, 케모마일, 페니로열, 레몬버베나, 엉겅퀴 뿌리, 페퍼민트, 부들, 회향, 아니스, 멜리사, 아그리모니, 세이버리, 개곽향, 백리향, 프렌치 라벤더 등이 있다. |
| 이룰레기 AOC 와인                                           |      | 바스크 지방                |        | |
| 이사라 Izarra                                               |      | 바스크 지방                |        | |
| 칼리모초 Kalimotxo                                          |      | 바스크 지방                | 음료   | 적포도주와 콜라를 대략 50 대 50 비율로 섞어 만든 음료 |
| 오루호 Orujo                                                |      | 갈리시아                   | 술     | 포도 찌꺼기 (압착한 뒤에 남는 고형물)의 증류액으로 만든 술이다. 알코올 함유 50% (도수 100°)의 투명한 증류주이다. |
| 파차란 Patxaran                                             |      | 나바라 지방                | 독주   | 벚꽃 풍미가 나는 술로, 나바라 지방과 스페인의 그 외 나머지 지역에서 마신다. |
| 퀘이마다 Queimada                                           |      | 갈리시아 지방              | 술     | 갈리시아산 아과르디엔테 (Orugo Gallego)로 만드는 알코올 펀치이다. 알코올은 포도주를 증류하여 얻고 특정한 허브나 커피, 더 넣자면 설탕, 레몬 껍질, 커피콩, 계피를 보태어 맛을 낸다.                                                                            |
| 차콜리 Txakoli                                              |      | 바스크 지방                | 와인   | 과일 향미가 나고 담백한 백포도주로, 핀초스와 같이 가져다준다. |
| 수라카포테 Zurracapote                                      |      |                            | 펀치   | 상그리아와 비슷한 대중적인 알코올 음료이다. 복숭아와 레몬 같은 과일, 설탕, 계피를 섞은 적포도주이다. |
| 상그리아 Sangria                                            |      |                            | 펀치   | 와인과 과일 펀치 |
| 시드라 Sidra                                                |      | 아스투리아스 지방과 바스크 | 술     | 사과로 만드는 알코올 음료 |

### 비알코올 음료
| 이름                                | 사진 | 지역          | 종류   | Description                                                                       |
| ----------------------------------- | ---- | ------------- | ------ | --------------------------------------------------------------------------------- |
| 카페 콘 레체 Café con leche cafebar |      |               |        | 프랑스의 카페 오 레와 이탈리아의 카페 에 라테와 비슷한 커피 음료이다.             |
| 오르차타 Horchata orxata            |      | 발렌시아 지방 | 음료수 | 기름골 (chufas)이나 아몬드를 물과 설탕과 같이 섞어 만든 독특한 지중해식 음료이다. |

## 같이 보기
| - 안달루시아 요리 - 아스투리아스 요리 - 아라곤 요리 - 발레아레스 요리 - 바스크 요리 - 카나리아 요리 - 카스티야레온 요리 - 칸타브리아 요리 | - 카스티야만체고 요리 - 카탈루냐 요리 - 엑스트레마두라 요리 - 갈리시아 요리 - 레온 요리 - 발렌시아 요리 - 원산지 명칭 보호 | 위키미디어 공용에 관련된 · 미디어 분류가 있습니다.스페인 요리 목록 |